# Touffreville-la-Corbeline
Pour les articles homonymes, voir Touffreville.
Touffreville-la-Corbeline est une commune française, située dans le département de la Seine-Maritime en région Normandie.

## Géographie

### Localisation

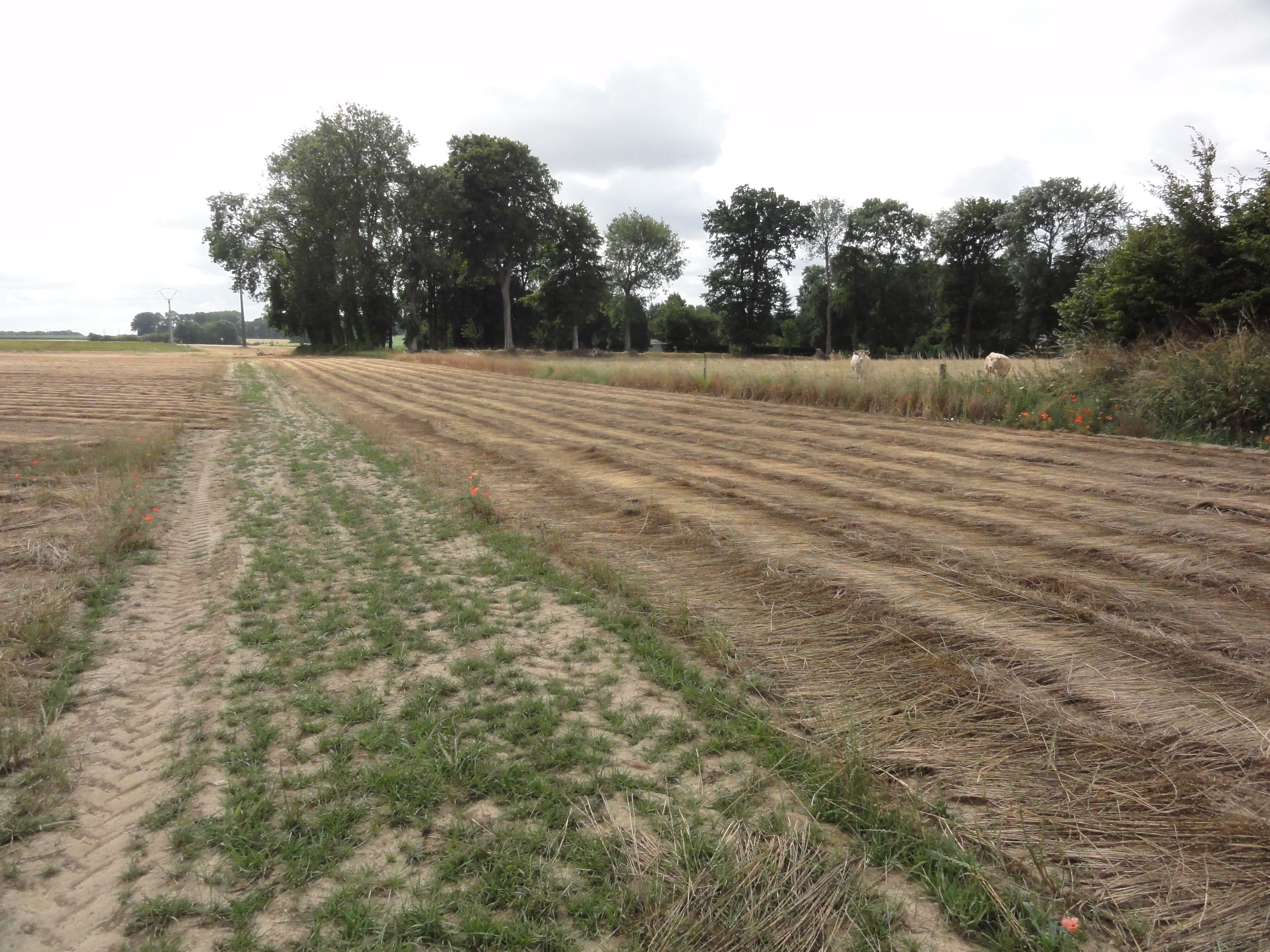
Paysage avec champ de lin.

La commune se trouve dans le pays de Caux.
Elle comprend le hameau de La Chaussée. 

### Communes limitrophes
| Auzebosc | Yvetot                    | Saint-Clair-sur-les-Monts |
|          | Touffreville-la-Corbeline | Mont-de-l'If              |
| Louvetot | Saint-Wandrille-Rançon    | La Folletière             |

### Hydrographie
La commune est située dans le bassin Seine-Normandie. Elle n'est drainée par aucun cours d'eau,.

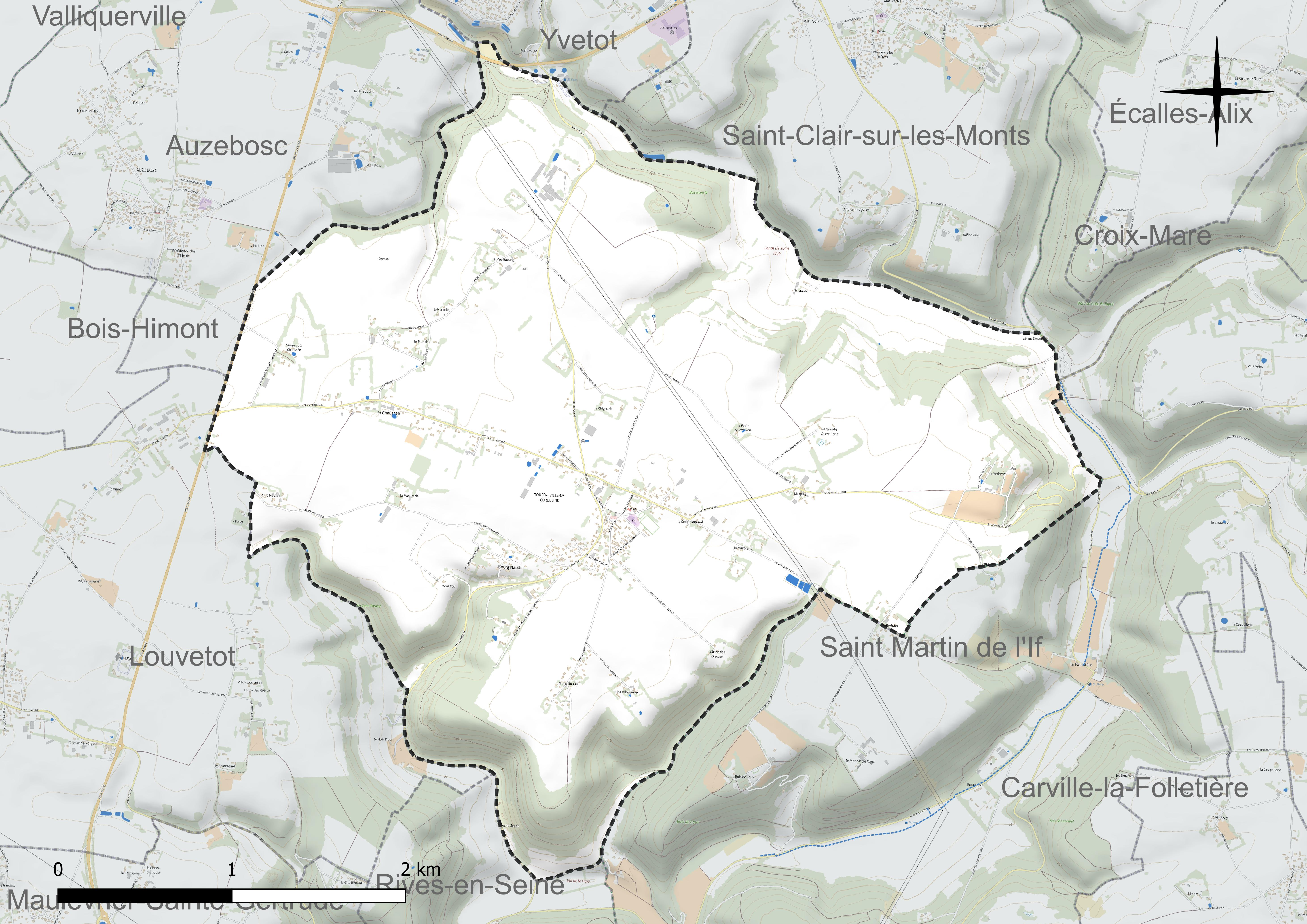
Réseau hydrographique de Touffreville-la-Corbeline.

### Climat
Pour des articles plus généraux, voir Climat de la Normandie et Climat de la Seine-Maritime.
En 2010, le climat de la commune est de type climat océanique altéré, selon une étude du CNRS s'appuyant sur une série de données couvrant la période 1971-2000. En 2020, Météo-France publie une typologie des climats de la France métropolitaine dans laquelle la commune est exposée à un climat océanique et est dans la région climatique  Côtes de la Manche orientale, caractérisée par un faible ensoleillement (1 550 h/an) ; forte humidité de l’air (plus de 20 h/jour avec humidité relative > 80 % en hiver), vents forts fréquents. Parallèlement le GIEC normand, un groupe régional d’experts sur le climat, différencie quant à lui, dans une étude de 2020, trois grands types de climats pour la région Normandie, nuancés à une échelle plus fine par les facteurs géographiques locaux. La commune est, selon ce zonage, exposée à un « climat maritime », correspondant au Pays de Caux, frais, humide et pluvieux, légèrement plus frais que dans le Cotentin.
Pour la période 1971-2000, la température annuelle moyenne est de 10,4 °C, avec une amplitude thermique annuelle de 13,9 °C. Le cumul annuel moyen de précipitations est de 932 mm, avec 13,5 jours de précipitations en janvier et 8,8 jours en juillet. Pour la période 1991-2020, la température moyenne annuelle observée sur la station météorologique la plus proche, située sur la commune d'Ectot-lès-Baons à 8 km à vol d'oiseau, est de 10,8 °C et le cumul annuel moyen de précipitations est de 905,5 mm,. Pour l'avenir, les paramètres climatiques de la commune estimés pour 2050 selon différents scénarios d’émission de gaz à effet de serre sont consultables sur un site dédié publié par Météo-France en novembre 2022.

## Urbanisme

### Typologie
Au 1er janvier 2024, Touffreville-la-Corbeline est catégorisée commune rurale à habitat dispersé, selon la nouvelle grille communale de densité à sept niveaux définie par l'Insee en 2022.
Elle est située hors unité urbaine. Par ailleurs la commune fait partie de l'aire d'attraction d'Yvetot, dont elle est une commune de la couronne,. Cette aire, qui regroupe 15 communes, est catégorisée dans les aires de moins de 50 000 habitants,.

### Occupation des sols
L'occupation des sols de la commune, telle qu'elle ressort de la base de données européenne d’occupation biophysique des sols Corine Land Cover (CLC), est marquée par l'importance des territoires agricoles (82,8 % en 2018), une proportion sensiblement équivalente à celle de 1990 (83,4 %). La répartition détaillée en 2018 est la suivante : 
terres arables (64 %), prairies (14,5 %), forêts (14,5 %), zones agricoles hétérogènes (4,3 %), zones urbanisées (2,7 %). L'évolution de l’occupation des sols de la commune et de ses infrastructures peut être observée sur les différentes représentations cartographiques du territoire : la carte de Cassini (XVIIIe siècle), la carte d'état-major (1820-1866) et les cartes ou photos aériennes de l'IGN pour la période actuelle (1950 à aujourd'hui).

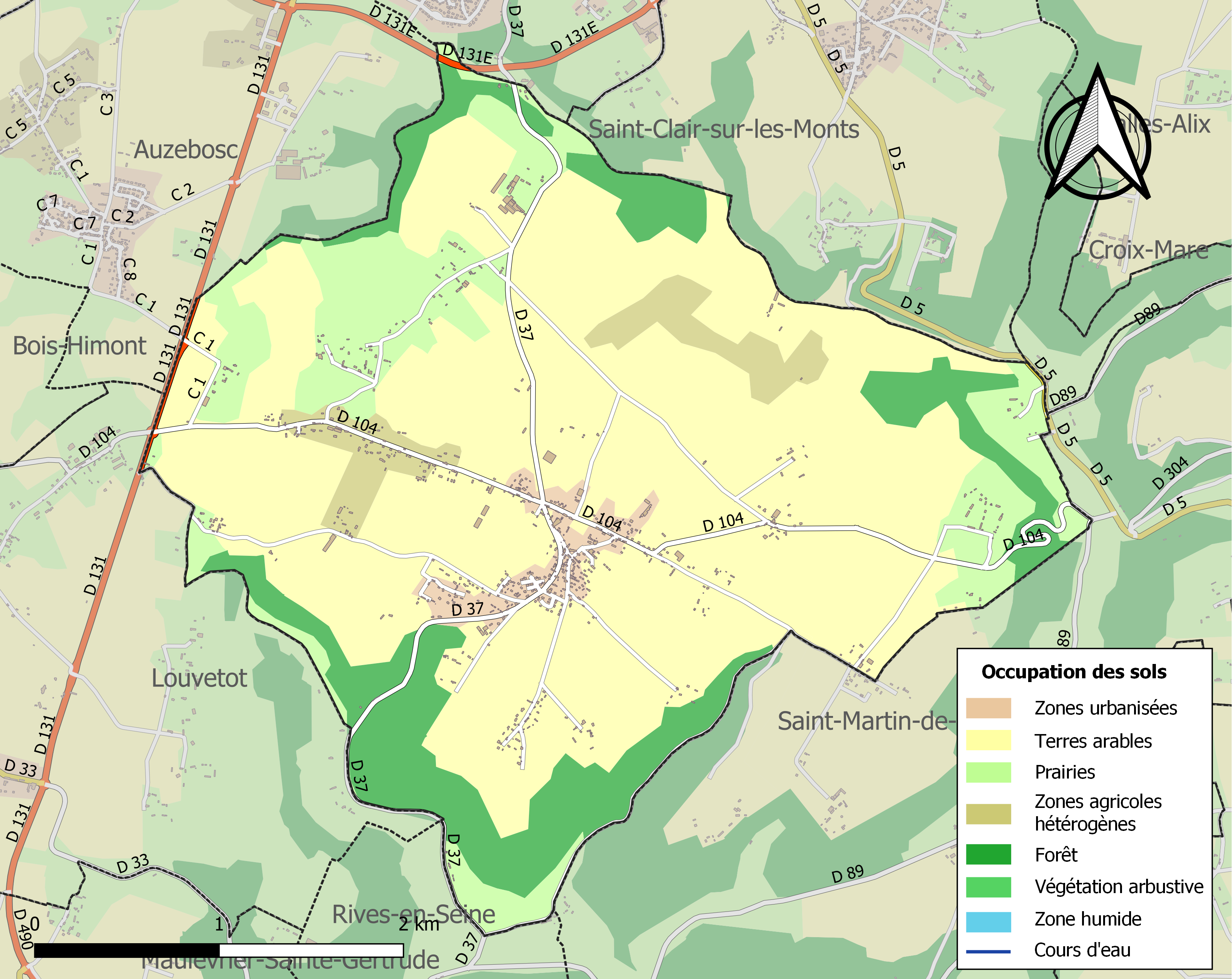
Carte des infrastructures et de l'occupation des sols de la commune en 2018 (CLC).

## Toponymie
Le nom de la localité est attesté sous les formes Turfretvilla vers 1040, In parrochia de Toufrevilla la Corbelin en 1225,  In parrochia de Toufrevilla apud Novum Burgum en 1238, Toufrevilla Corbelin vers 1240, parrochia de Toufreville la Corbeline en 1272, Granchie de Toffreville en 1277, Touffreville la Corbeline entre 1337 et 1431, Touffreville la Corbeline en 1403, 1438, 1439, 1491 et 1495, Ecclesia parrochia Sancti Martini de Touffreville la Corbeline en 1501, Saint Martin de Touffreville la Corbeline en 1551 et en 1717, Touffreville la Corbeline en 1414,[réf. non conforme].
Le déterminant, "la Corbeline", est le nom d'un seigneur.

### Enseignement

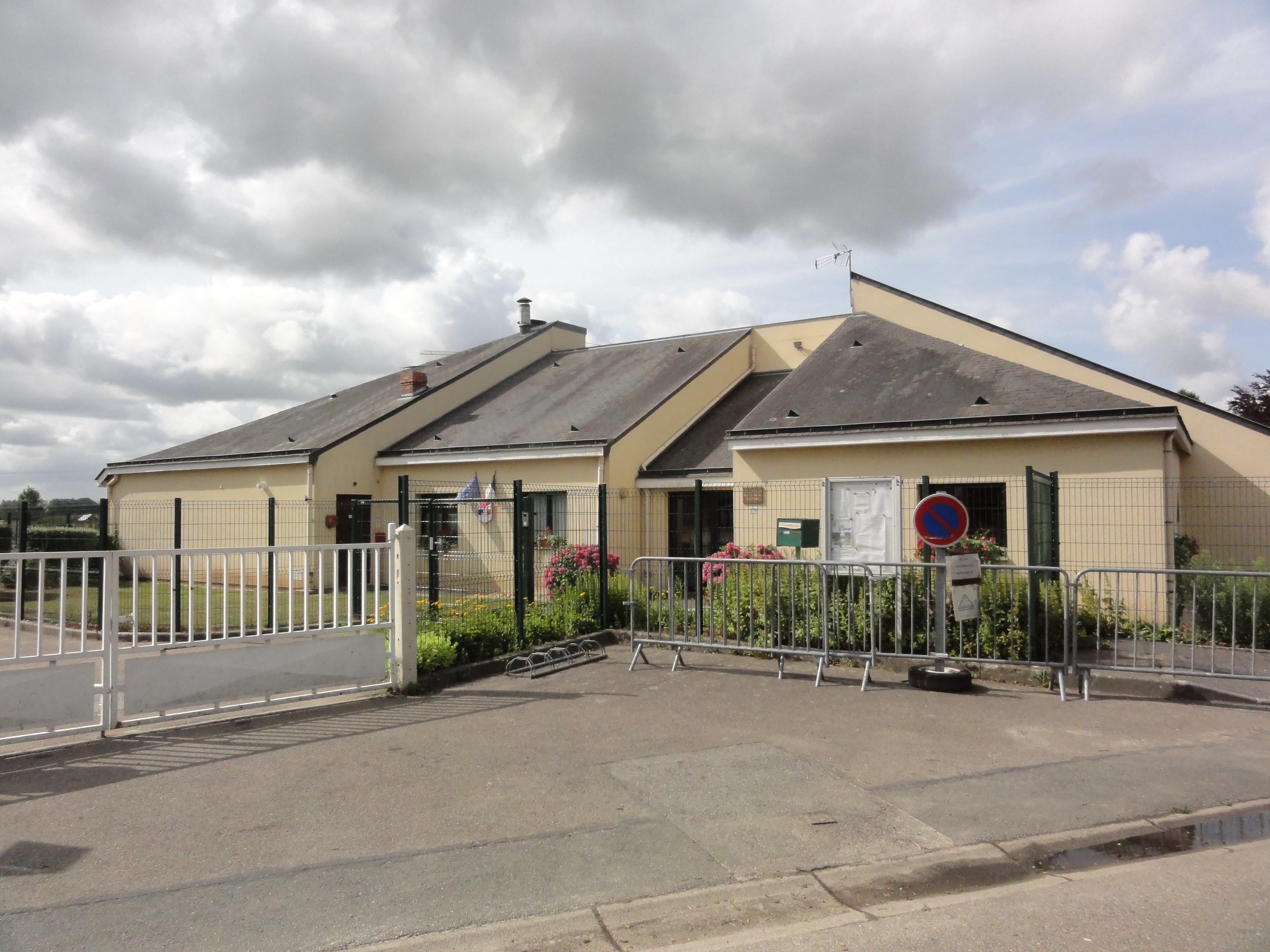
L'école de Touffreville-la-Corbeline.

## Politique et administration
| Période                                  | Période                        | Identité          | Étiquette | Qualité                                                        |
| ---------------------------------------- | ------------------------------ | ----------------- | --------- | -------------------------------------------------------------- |
| 1926                                     |                                | M. Fercoq         |           |                                                                |
| 1983                                     | 1995                           | Albert Pesqueux   |           | Agriculteur                                                    |
| Les données manquantes sont à compléter. |                                |                   |           |                                                                |
| 2001                                     | 2008                           | Micheline Vincent |           |                                                                |
| 2008                                     | mai 2020                       | Joël Lefebvre     |           | Retraité Vice-président de la CC Région d'Yvetot (2014 → 2020) |
| mai 2020,                                | En cours (au 3 septembre 2020) | Gilles Cottey     |           | Cadre commercial retraité                                      |

## Équipements et services publics

### Autres équipements
- Salle polyvalente
- Salles des associations.
- Complexe sportif

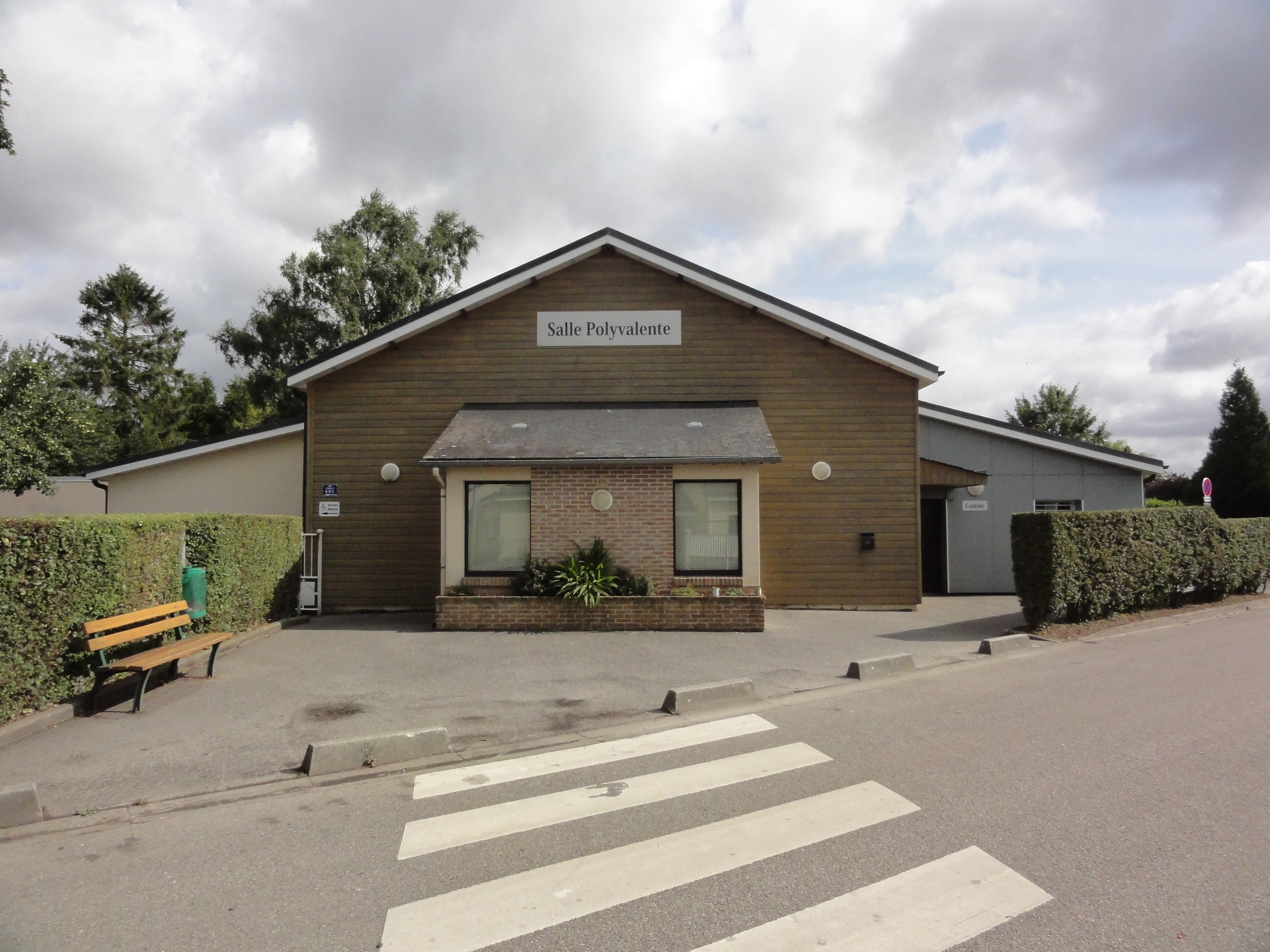
La salle polyvalente.
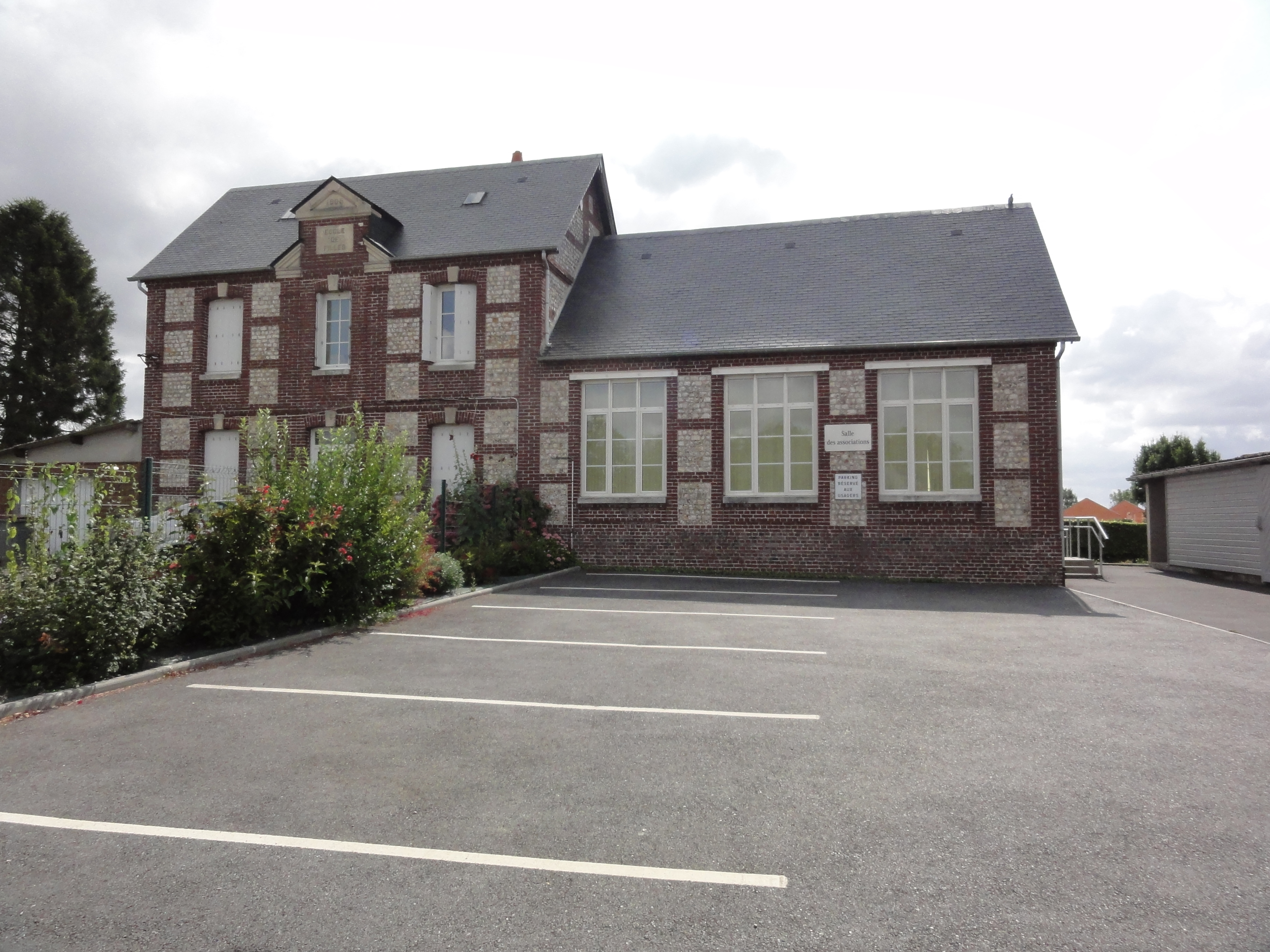
La salle des associations dans l'ancienne école des filles.
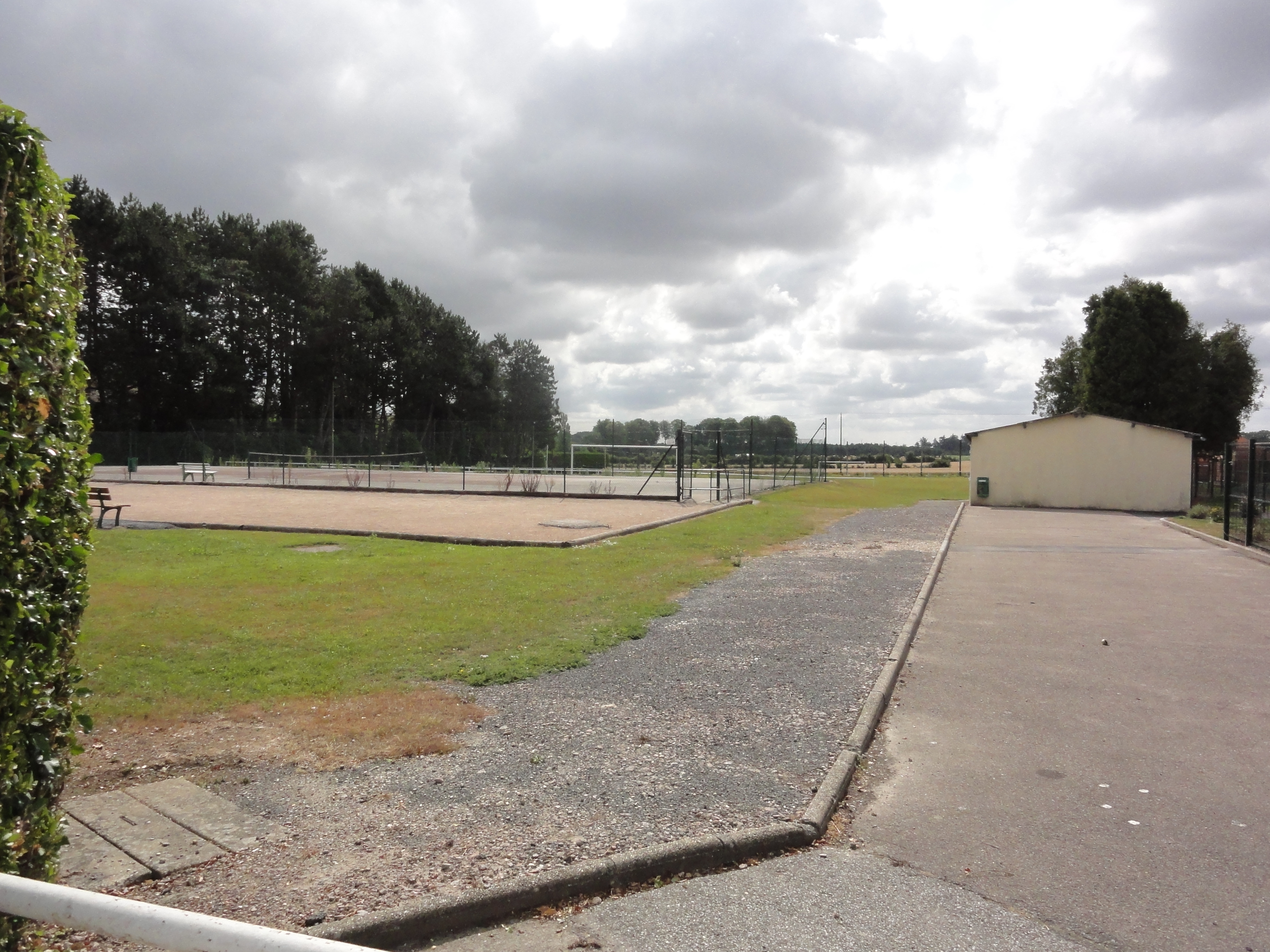
Le complexe sportif.

## Population et société

### Démographie
L'évolution du nombre d'habitants est connue à travers les recensements de la population effectués dans la commune depuis 1793. Pour les communes de moins de 10 000 habitants, une enquête de recensement portant sur toute la population est réalisée tous les cinq ans, les populations de référence des années intermédiaires étant quant à elles estimées par interpolation ou extrapolation. Pour la commune, le premier recensement exhaustif entrant dans le cadre du nouveau dispositif a été réalisé en 2008.

En 2022, la commune comptait 839 habitants, en évolution de +2,57 % par rapport à 2016 (Seine-Maritime : +0,35 %, France hors Mayotte : +2,11 %).
| 1793  | 1800  | 1806  | 1821  | 1831  | 1836  | 1841  | 1846  | 1851  |
| ----- | ----- | ----- | ----- | ----- | ----- | ----- | ----- | ----- |
| 1 152 | 1 201 | 1 220 | 1 190 | 1 268 | 1 278 | 1 236 | 1 290 | 1 256 |

| 1856  | 1861  | 1866  | 1872  | 1876  | 1881 | 1886 | 1891 | 1896 |
| ----- | ----- | ----- | ----- | ----- | ---- | ---- | ---- | ---- |
| 1 205 | 1 217 | 1 108 | 1 083 | 1 063 | 900  | 867  | 815  | 792  |

| 1901 | 1906 | 1911 | 1921 | 1926 | 1931 | 1936 | 1946 | 1954 |
| ---- | ---- | ---- | ---- | ---- | ---- | ---- | ---- | ---- |
| 735  | 683  | 615  | 557  | 537  | 538  | 568  | 563  | 521  |

| 1962 | 1968 | 1975 | 1982 | 1990 | 1999 | 2006 | 2008 | 2013 |
| ---- | ---- | ---- | ---- | ---- | ---- | ---- | ---- | ---- |
| 564  | 586  | 614  | 664  | 789  | 804  | 780  | 773  | 808  |

| 2018 | 2022 | - | - | - | - | - | - | - |
| ---- | ---- | - | - | - | - | - | - | - |
| 834  | 839  | - | - | - | - | - | - | - |

## Culture locale et patrimoine

### Lieux et monuments
- Église Saint-Martin.
- Croix du cimetière.
- Monument aux morts.
- Tombes militaires français et de la Commonwealth War Graves Commission.

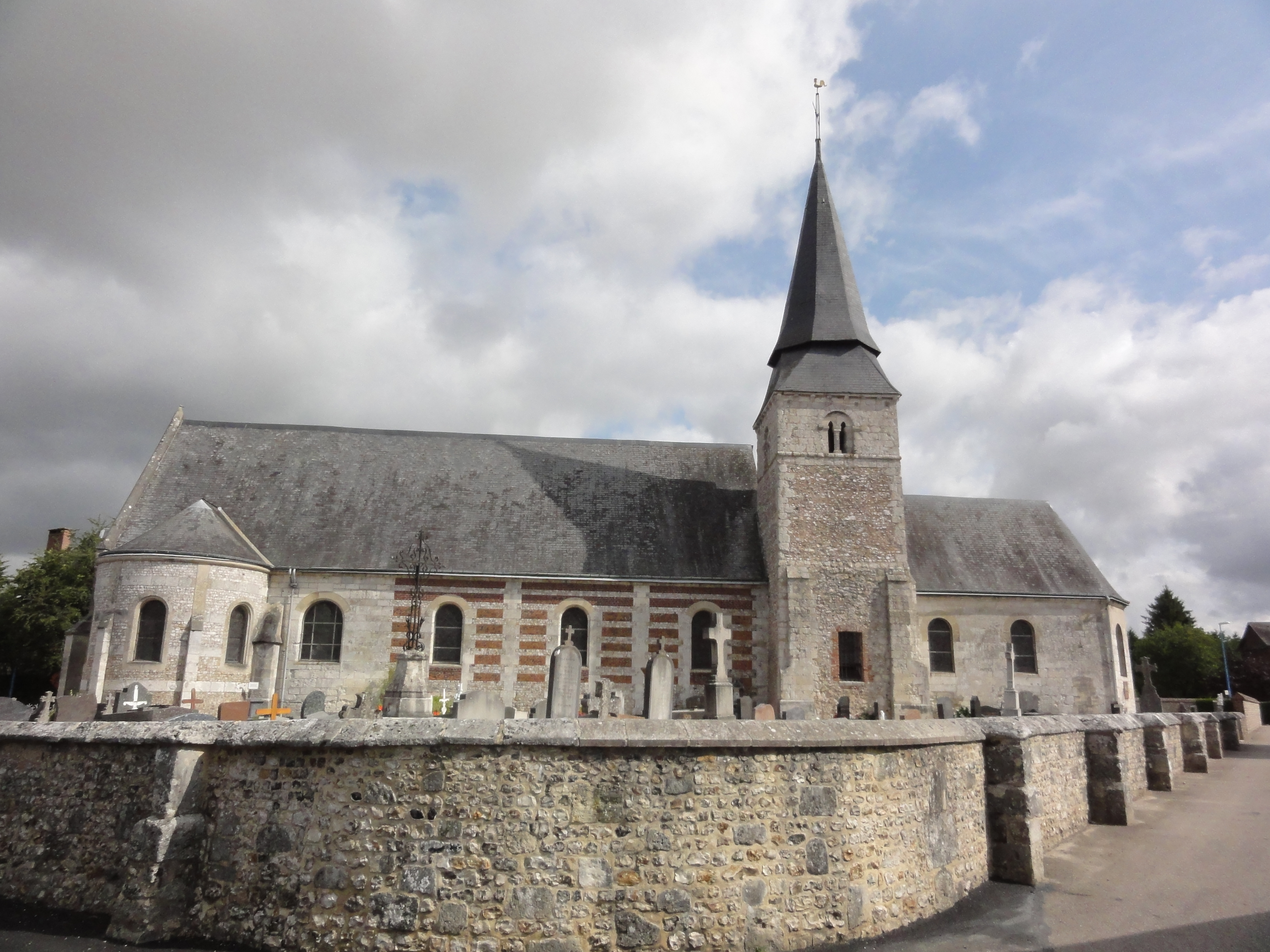
L'église Saint-Martin.
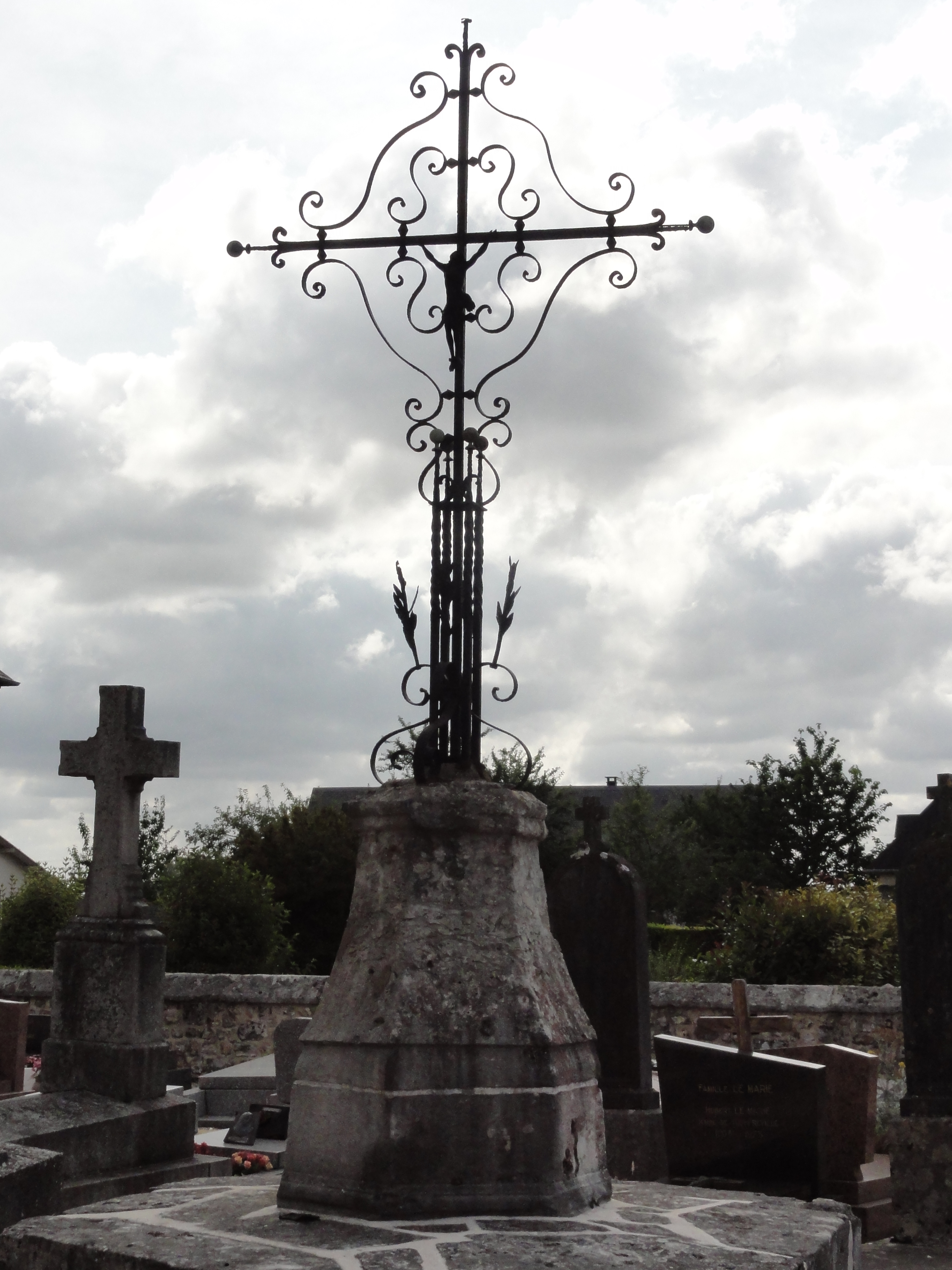
La croix du cimetière.
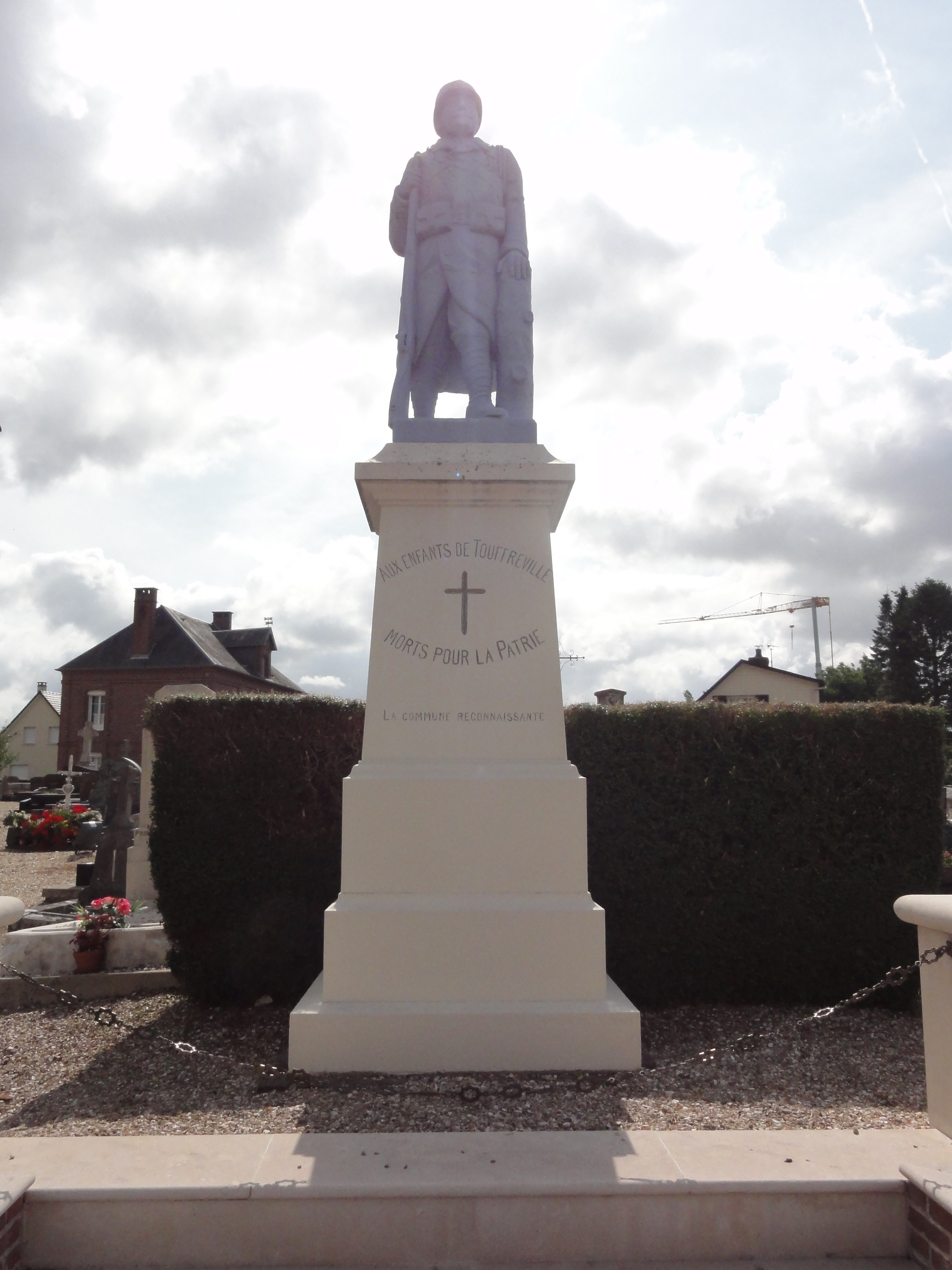
le monument aux morts.
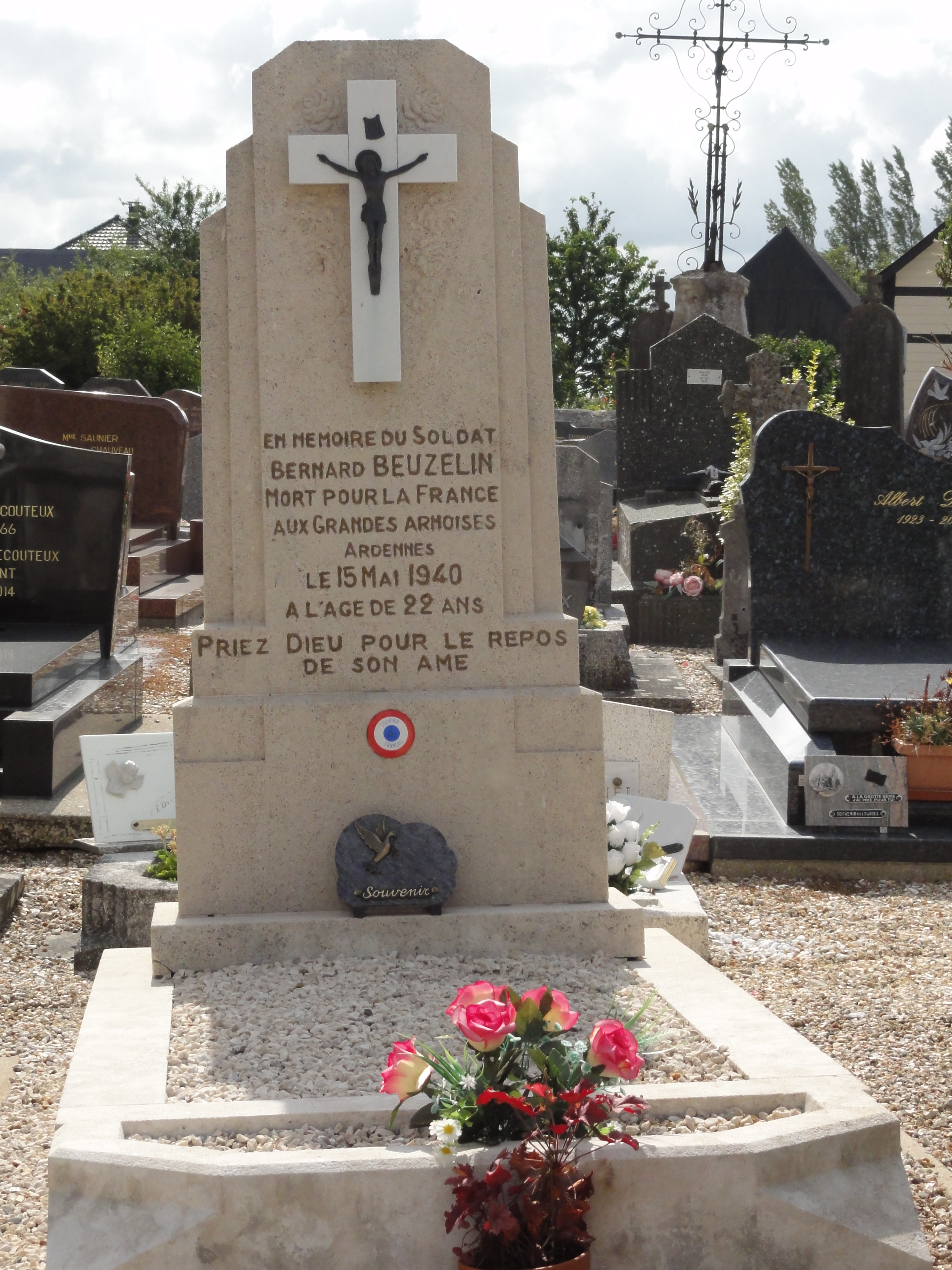
Tombe militaire française.
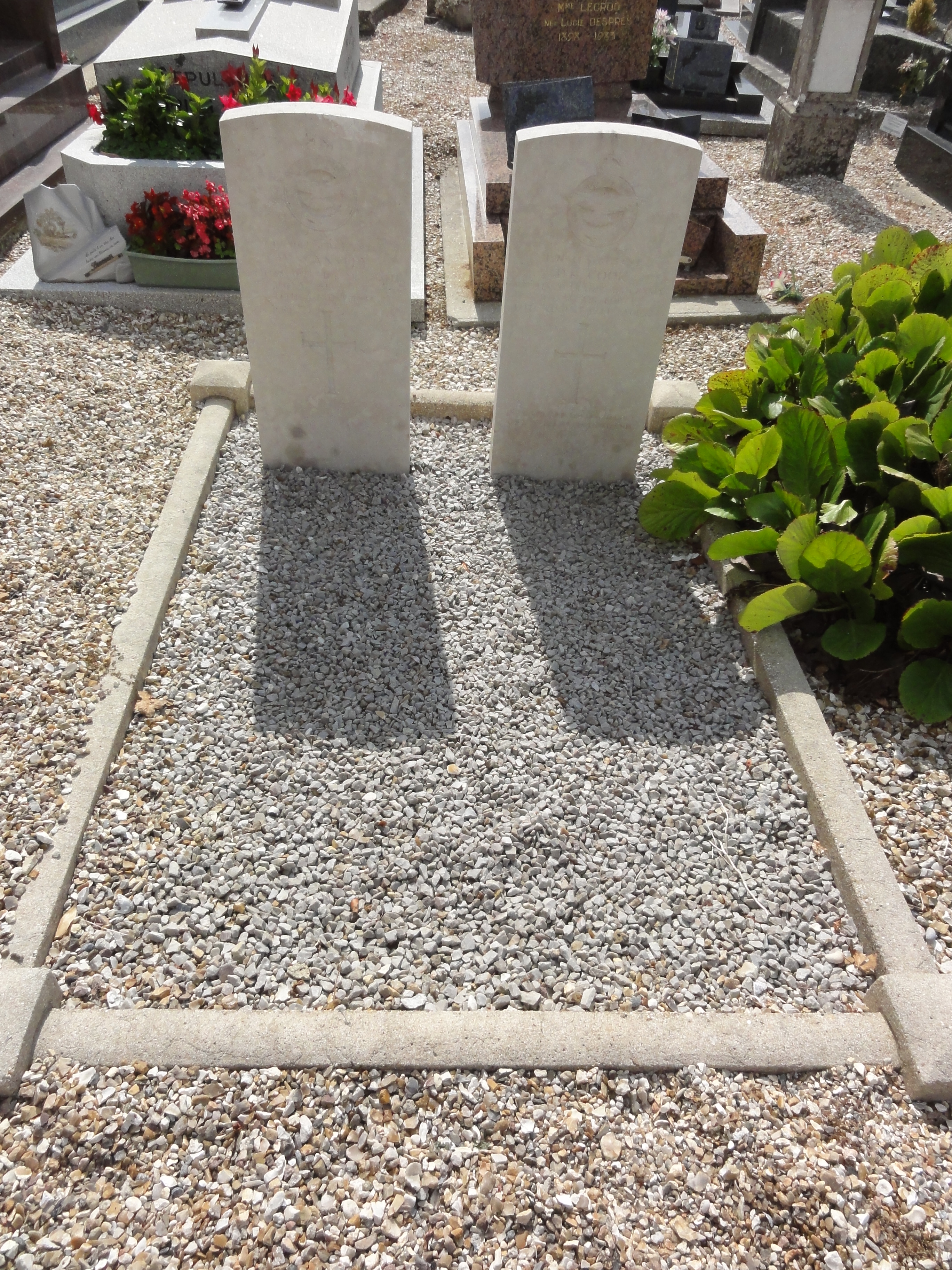
Tombes militaires de la CWGC.

### Personnalités liées à la commune
- Les frères Bossière, armateurs havrais, pionniers des Îles Kerguelen, inhumés dans le cimetière de Touffreville-la-Corbeline.

### Héraldique
| Armes de Touffreville-la-Corbeline | Les armes de la commune de Touffreville-la-Corbeline se blasonnent ainsi : D’azur aux deux navettes de tisserand d’argent passées en sautoir, accompagnées en chef d’un besant, aux flancs de deux feuilles de chêne et en pointe d’une gerbe de blé, le tout d’or. |

## Pour approfondir